# 크립쇼 2
크립쇼 2(Creepshow 2)는 미국에서 제작된 마이클 고닉 감독의 1987년 공포, 코미디, 판타지 영화이다. 도메닉 존 등이 주연으로 출연하였고 데이비드 볼 등이 제작에 참여하였다.

## 출연

### 주연
- 도메닉 존
- 톰 사비니

### 조연
- 조지 케네디
- 필립 도레
- 칼테이 나폴레옹
- 타이론 톤토
- 도로시 라무어

## 제작진
- 협력프로듀서: 미첼 갈린
- 미술: 브루스 앨런 밀러
- 배역: 레너드 핑거